# Bulbophyllum decurviscapum
Bulbophyllum decurviscapum là một loài phong lan thuộc chi Bulbophyllum.